# 千葉巡査教習所
千葉巡査教習所（ちばじゅんさきょうしゅうじょ）は1880年（明治13年）に千葉県で開設された警察官の養成学校である。現在の千葉県警察学校。

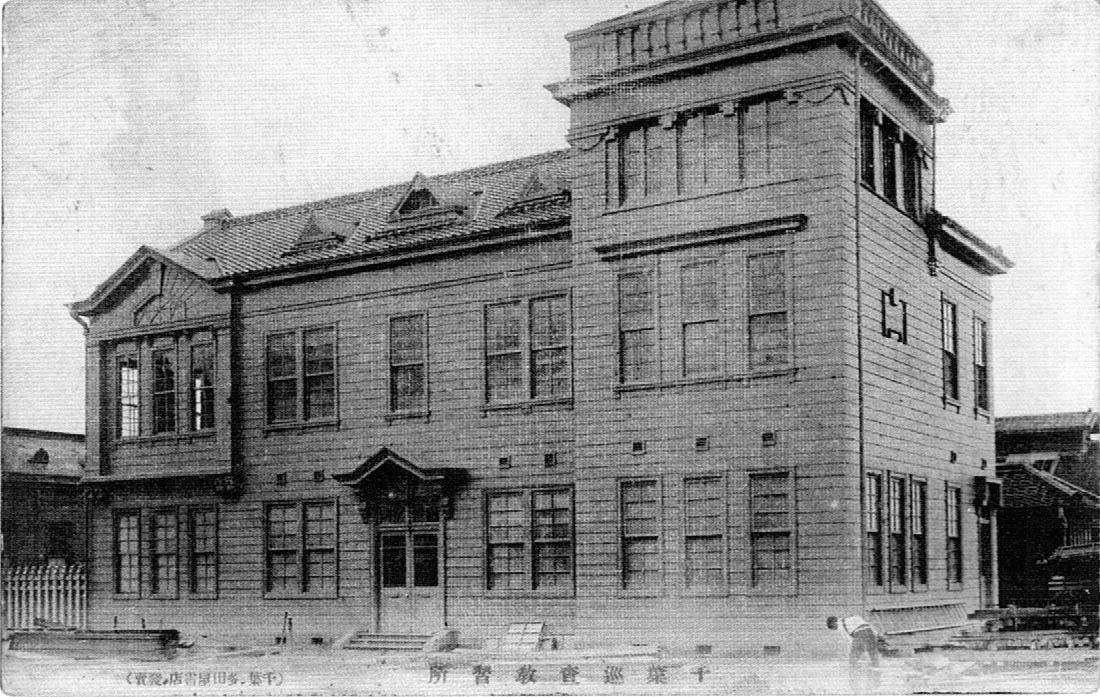
千葉巡査教習所

## 所在地
- 千葉県千葉市中央区中央4丁目、千葉文書館北側付近（旧所在地）

## 沿革
- 1880年 千葉県の巡査教習所として開設される。
- 1937年 千葉県警察教習所と改称。
- 1939年 千葉県警察練習所と改称。
- 1947年 千葉県警察学校と改称。